# Пилваський селянський музей
Пилваський селянський музей — це своєрідний музей просто неба в Південній Естонії в селі Карілатсі. В музеї можна ознайомитися з будівлями типовими для центру волості: школою, волосним управлінням та селянським життям останніх десятиліть XIX і початку XX століття.
Типова забудова волосного центру сформувалася тут наприкінці XIX століття. На території музею, яка займає 18,5 га, можна побачити будинок суду, школу і волосний будинок разом з допоміжними будівлями, ковальський хутір і голландський млин-вітряк. Тут експонуються сільськогосподарські машини і транспортні засоби.